# محمدرسول شیخی‌زاده
محمدرسول شیخی‌زاده سیاستمدار اهل ایران و فرماندار سابق شهرستان قروه و مدیرکل سابق کمیته امداد استان‌های کردستان و همدان و نمایندهٔ دورهٔ دوازدهم مجلس شورای اسلامی از حوزهٔ انتخابیهٔ قروه و دهگلان در استان کردستان است که با کسب۱۷۴۵۸ رای به مجلس شورای اسلامی راه پیدا کرد. که اکنون رییس مجمع نمایندگان استان کردستان است .